# UEI

UEIのパッチ

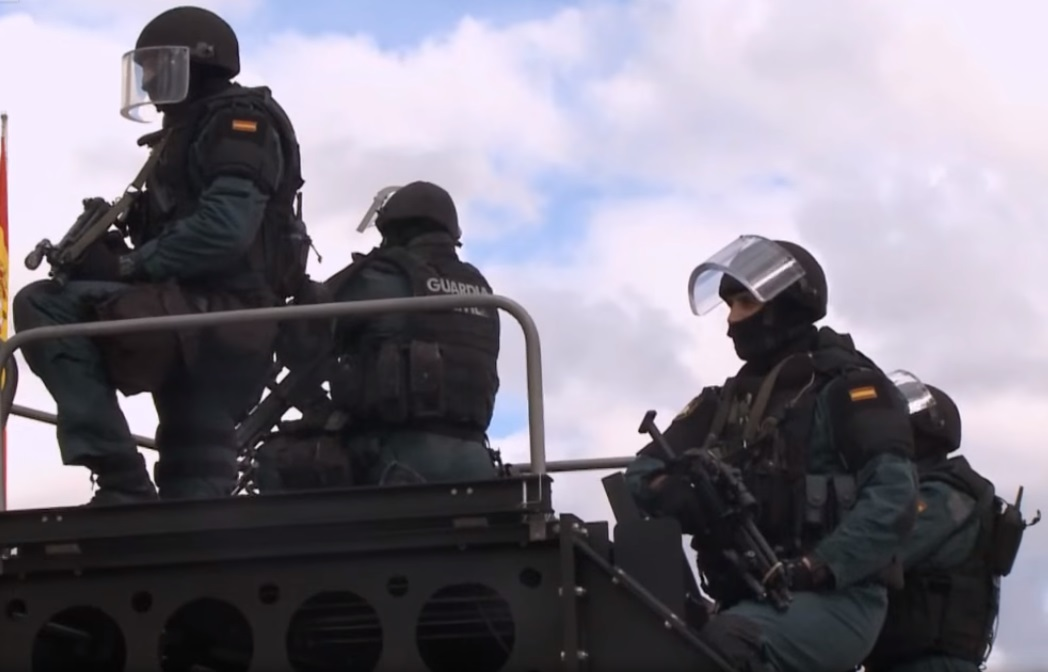
UEIの隊員 (2016年)

 UEI（スペイン語: Unidad Especial de Intervencion：特別介入部隊）は、1978年に創設されたスペイン治安警備隊（グアルディア・シビル）所属の対テロ作戦部隊（特殊部隊）である。
主な任務として、ハイジャック対処（人質救出）、国内外での政府要人警護活動、紛争地域での平和維持活動、軍事作戦従事等がある。 
最近の活動としては、イラク戦争時に陸軍部隊と合同で情報収集活動に従事した。
特別介入部隊の支援部隊として、グアルディア・シビル内に地方対テロリズム群（Grupos Antiterroristas Rurales：GAR）が存在する。
同じ国防省所属の特殊部隊の陸軍特殊作戦集団や海軍海兵隊UOEとも連携を視野に入れており、年に数度共同訓練を行っている。
スペイン国内では、国家警察の特殊部隊であるGEOよりもUEIの方が優れていると言われている。

## 装備
- 拳銃
  - H&K USP
  - グロック17
- 短機関銃 
  - H&K MP5
  - FN P90
- 突撃銃 
  - H&K G36
  - H&K G41
  - H&K HK416
  - H&K HK417
- 狙撃銃 
  - L96A1
  - バレットM82